# Stenatemnus
Stenatemnus es un género de arácnido del orden Pseudoscorpionida de la familia Atemnidae.

## Especies
Las especies de este género son:
- Stenatemnus annamensis Beier, 1951
- Stenatemnus asiaticus Sivaraman, 1980
- Stenatemnus boettcheri Beier, 1932
- Stenatemnus brincki Beier, 1973
- Stenatemnus extensus Beier, 1951
- Stenatemnus fuchsi (Tullgren, 1907)
- Stenatemnus indicus Murthy & Ananthakrishnan, 1977
- Stenatemnus kraussi Beier, 1957
- Stenatemnus orientalis Sivaraman, 1980
- Stenatemnus procerus Beier, 1957
- Stenatemnus sundaicus (Beier, 1930)